# Agave bracteosa
Агава брактеоза (Agave bracteosa, S.Watson ex Engelm.; англ. Squid Agave — агава-кальмар) — сукулентна рослина роду агава (Agave) підродини агавових (Agavoideae).

## Морфологічні ознаки

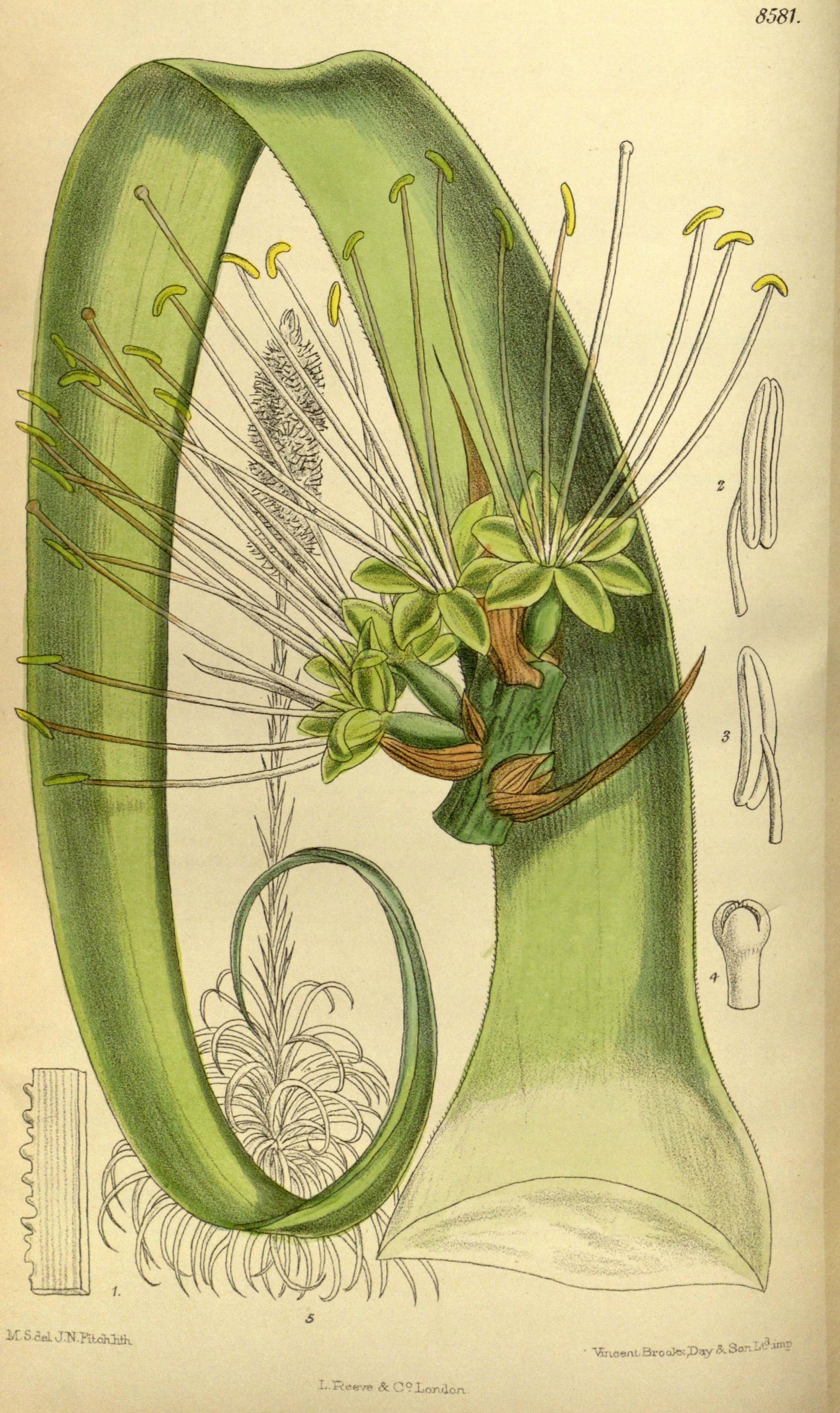
Листя та квіти Agave bracteosa на ілюстрації з журналу «Curtis's Botanical Magazine», London за 1914 р.

Кущувата рослина з укороченим стеблом і розетками, що досягають в поперечнику 80 см, утвореними рідкісними, зрослими в основі листями. Листя завдовжки 50 — 70 см і завширшки 3 — 5 см, ланцетні, злегка зігнуті. Поверхня листків жовтувато-зелена, шорстка, шипів і зубчиків немає. У дорослих рослин з розетки виростає волотисте суцвіття заввишки до 2 м із безліччю воронковидних білих або блідо-жовтих квіток завдовжки 2 — 3 см. На відміну від інших агав Agave bracteosa не гине після цвітіння.

## Місце зростання
Північно-східні райони Мексики, гори пустелі Чіуауа на півночі Мексики (Коауїла, Нуево-Леон), схили Східної С'єрра-Мадре, на висоті від 900 до 1700 м над рівнем моря.

## Догляд
Рослина, що повільно розвивається, якій необхідні добре освітлене місце і піщаниста, злегка вапнована земляна суміш. Помірний полив у період росту, сухий зміст взимку.

## Розмноження
Розмножується насінням або прикореневими пагонами у весняно-літній період.